# 竹田市立荻小学校
竹田市立荻小学校（たけたしりつ おぎしょうがっこう）は、大分県竹田市にある公立小学校。
荻の町からやや南の、丘の上にある。

## 沿革
- 1975年（昭和50年）4月1日 - 荻町立荻小学校と荻町立柏原小学校の統合に伴い、現在地に移転新築。名称は、荻町立荻小学校。
- 2005年（平成17年）4月1日 - 直入郡荻町の市町村合併に伴い、竹田市立荻小学校に改称。

## 通学区域
- 竹田市
  - 馬場、桑木、木下、政所、藤渡、新藤、南河内、高城、恵良原、馬背野、陽目、大平、仏面、叶野、高練木、柏原、宮平、田代、瓜作、北原、西福寺、鴫田

卒業生は基本的に竹田市立緑ヶ丘中学校へ進学する。

## 周辺
- 旧竹田市荻支所（旧・荻町役場）
- 大分県農業協同組合豊肥事業部荻支店
- 社会福祉法人竹田市社会福祉協議会荻保育園
- 竹田市荻支所
- 竹田市立緑ヶ丘中学校
- 荻郵便局
- 水土里ネットおぎかしわばる

## アクセス
- JR九州豊肥本線 豊後荻駅から南へ500m